# جان روگلز
جان روگلز (به انگلیسی: John Ruggles) سناتور سابق عضو حزب دموکرات ایالات متحده آمریکا بود. وی در سال ۱۸۳۵ تا ۱۸۴۱ میلادی سناتور ایالت مین در سنای ایالات متحده آمریکا بود.